# Rahart
Rahart ist eine französische Gemeinde mit 301 Einwohnern (Stand: 1. Januar 2022) im Département Loir-et-Cher in der Region Centre-Val de Loire. Sie gehört zum Kanton Le Perche im Arrondissement Vendôme. Die Einwohner werden Rahartois genannt.

## Geografie
Die Gemeinde Rahart liegt sieben Kilometer nördlich von Vendôme und etwa 34 Kilometer nordnordwestlich von Blois in der Landschaft Le Perche. Umgeben wird Rahart von den Nachbargemeinden Danzé im Nordwesten und Norden, La Ville-aux-Clercs im Norden und Nordosten, Lisle im Osten, Saint-Firmin-des-Prés im Südosten, Saint-Ouen im Südosten und Süden sowie Azé im Südwesten und Westen.

## Bevölkerungsentwicklung
| Jahr                       | 1962 | 1968 | 1975 | 1982 | 1990 | 1999 | 2006 | 2015 | 2022 |
| -------------------------- | ---- | ---- | ---- | ---- | ---- | ---- | ---- | ---- | ---- |
| Einwohner                  | 295  | 245  | 198  | 229  | 253  | 256  | 256  | 313  | 301  |
| Quellen: Cassini und INSEE |      |      |      |      |      |      |      |      |      |

## Sehenswürdigkeiten
- Kirche Saint-Raymond